# Stanisław Kostka (1487–1555)
Stanisław Kostka z Rostkowa herbu Dąbrowa (ur. 1487 w Sztemberku (dzisiejsze Stążki), zm. 7 grudnia 1555 w Malborku), wojewoda chełmiński i pomorski, kasztelan chełmiński i elbląski, podskarbi ziem pruskich.

## Rodzina
Syn Jakuba (1428-1494), pułkownika króla polskiego Kazimierza Jagiellończyka, uczestnika bitwy z Krzyżakami pod Działdowem.
Matka Anna Rokus von Sehfelden z Dźwierzna. 
Poślubił Elżbietę von Eulenburg, сórkę Wenda VI von Eulenburg, rycerza pochodzącego z Saksonii, pana na Galinach, i Barbary Lusian von Merklichenrade (Luzjańska), siostry biskupa warmińskiego Fabiana Luzjańskiego. 
Ojciec 10 dzieci:
- Jana (1521-1581), wojewody sandomierskiego,
- Krzysztofa (1530-1594), wojewody pomorskiego,
- Stanisława, zm. 1548, pochowany w Lisewie,
- Andrzeja, zm. 1550,
- Elżbiety, późniejszej żony Melchiora Mortęskiego,
- Krystyny, poślubiła Pawła Działyńskiego, kasztelana słońskiego, dobrzyńskiego, starosty nieszawskiego i bobrownickiego,
- Małgorzaty, poślubiła Andrzeja Służewskiego, kasztelana brzesko-kujawskego,
- Anny (zm. 1578\1579), poślubiła Jerzego Konopackiego, kasztelana gdańskiego, elbląskiego i chełmińskiego,
- Barbary, poślubiła Fabiana Bystrama z Zajączkowa, sędziego ziemi tczewskiej i michałowskiej,
- Katarzyny, poślubiła w 1557 Andrzeja Sierpskiego, kasztelana rypińskiego, a po jego śmierci Jana Niemojewskiego, kasztelana chełmińskiego.

Stanisław Kostka został pochowany w Lisewie, gdzie w lokalnym kościele do dzisiaj znajduje się renesansowe rodzinne epitafium z 1591.

## Urzędy ziemskie
Stanisław Kostka był dworzaninem króla polskiego i węgierskiego, ekonomem Malborka. Był zarządcą (starostą) królewskim króla Zygmunta Starego na zamku w Szymbarku koło Iławy od 01.01.1520 do 1526 r., kiedy to starostwo odsprzedał von Polenzowi. Od 1531 roku był podskarbim ziem pruskich, a także kasztelanem elbląskim (1544-1545), kasztelanem chełmińskim (1545-1546), wojewodą pomorskim (1546-1551) i wojewodą chełmińskim (od 2 maja 1551 do śmierci). Piastował też urząd starosty: puckiego, tczewskiego, kościerskiego, golubskiego i lipieńskiego.
Uczestniczył w wojnie z mistrzem krzyżackim Albrechtem (1519\1520). W poglądach politycznych zwolennik połączenia Prus z Polską. Od 1549 poseł na sejm pruski w Malborku.

## Drzewo
| Iwan Ostrogski ∞ Maria Bielska                                                                    | Semen Holszański ∞ Anastazja Zbaraska (Nieświcka)                                                 | Jan Tarnowski ∞ Barbara                                             | Szydłowiecki ∞ X                                                    | Jakub Kostka ∞ Anna Rokus von Sehfelden                             | von Eulenburg ∞ X                                                   | Jan Odrowąż ∞ Anna Jarosławska-Tarnowska                              | Konrad III ∞ Anna Radziwiłłówna                                       |
| Konstanty Ostrogski (1460-1530) herbu Ostrogski ∞ Tatiana Holszańska (+1521) herbu Hippocentaurus | Konstanty Ostrogski (1460-1530) herbu Ostrogski ∞ Tatiana Holszańska (+1521) herbu Hippocentaurus | Jan Amor Tarnowski (1488–1561) herbu Leliwa ∞ Zofia Szydłowiecka    | Jan Amor Tarnowski (1488–1561) herbu Leliwa ∞ Zofia Szydłowiecka    | Stanisław Kostka (1487–1555) herbu Dąbrowa ∞ Elżbieta von Eulenburg | Stanisław Kostka (1487–1555) herbu Dąbrowa ∞ Elżbieta von Eulenburg | Stanisław Odrowąż (+1545) herbu Odrowąż ∞ Anna mazowiecka (1498–1557) | Stanisław Odrowąż (+1545) herbu Odrowąż ∞ Anna mazowiecka (1498–1557) |
| Konstanty Wasyl Ostrogski (1526–1608) ∞ Zofia Tarnowska (1534–1570)                               | Konstanty Wasyl Ostrogski (1526–1608) ∞ Zofia Tarnowska (1534–1570)                               | Konstanty Wasyl Ostrogski (1526–1608) ∞ Zofia Tarnowska (1534–1570) | Konstanty Wasyl Ostrogski (1526–1608) ∞ Zofia Tarnowska (1534–1570) | Jan Kostka (1529–1581) ∞ Zofia Odrowążówna (1540–1580)              | Jan Kostka (1529–1581) ∞ Zofia Odrowążówna (1540–1580)              | Jan Kostka (1529–1581) ∞ Zofia Odrowążówna (1540–1580)                | Jan Kostka (1529–1581) ∞ Zofia Odrowążówna (1540–1580)                |
| Aleksander Ostrogski (1570−1603) ∞ Anna Kostczanka (Kostka) (1575−1635)                           |                                                                                                   |                                                                     |                                                                     |                                                                     |                                                                     |                                                                       |                                                                       |